# Las tetas de Tiresias

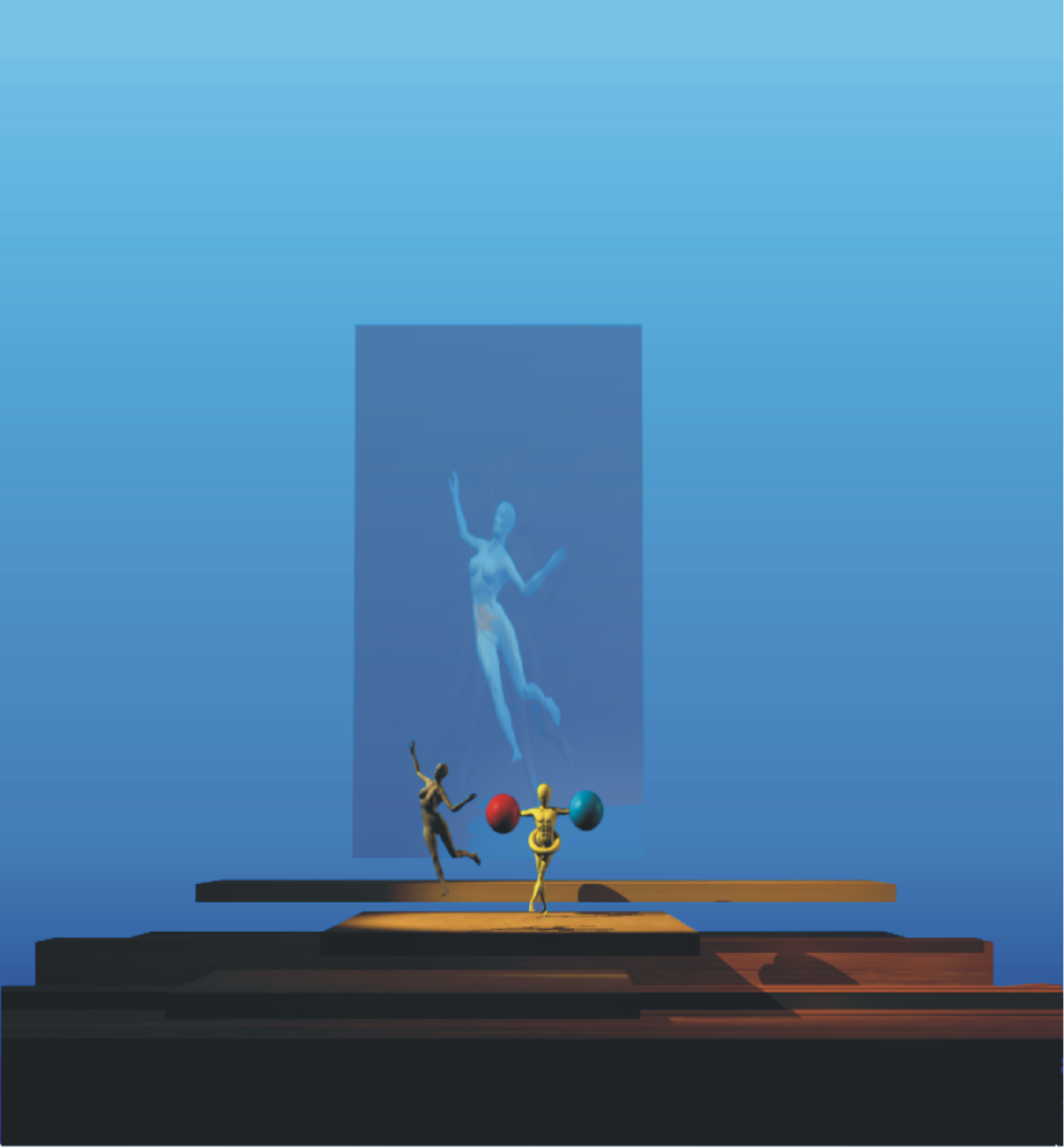
Escenografía del 2001 para la ópera Les mamelles de Tirésias, de Francis Poulenc, basada en la obra de teatro de Apollinaire.

Las tetas de Tiresias (Les Mamelles de Tirésias) es una obra de teatro surrealista de Guillaume Apollinaire estrenada en el Teatro Renée-Maubel de París el 24 de junio de 1917, dirigida por  Pierre Albert-Birot, con música de Germaine Albert-Birot y escenografía y vestuario de Serge Férat.
Max Jacob dirigió los coros.
El autor se inspiró en el mito del adivino tebano Tiresias para invertirlo y realizar una actualización de tintes provocadores, feministas y antimilitaristas.
Cuenta la historia de Teresa, que cambia de sexo para obtener el poder entre los hombres. Su objetivo es alterar las costumbres, rechazar el pasado y establecer la igualdad de sexos.
Apollinaire subtituló la pieza drama surrealista, dando lugar a la designación que pasaría a ser la de uno de los movimientos artísticos y literarios más significativos del siglo XX. La portada del programa del estreno era un dibujo de Pablo Picasso.
El estreno de la obra, abundante en travestismos, juegos de palabras y salidas de tono, constituyó un escándalo además por sus alusiones pacifistas en plena Primera Guerra Mundial (en la que, sin embargo, Apollinaire había luchado y sido herido), que hacía sospechosa de pangermánica toda conducta de este tipo.
Existe una ópera homónima, estrenada en la Opéra-Comique en 1947 por el compositor Francis Poulenc, llamada Les Mamelles de Tirésias creada por la soprano Denise Duval que protagonizó el registro discográfico en 1953.
Recientemente se hizo un registro dirigido por Seiji Ozawa protagonizado por Barbara Bonney.